# SN 2007qv
SN 2007qv – supernowa typu II odkryta 4 listopada 2007 roku w galaktyce A223507-0106. W momencie odkrycia miała maksymalną jasność 21,90m.